# Arsień Paulukiewicz
Arsień Paulukiewicz, biał. Арсень Паўлюкевіч (ur. 1889, zm. 4 kwietnia 1941 w obozie koncentracyjnym Auschwitz-Birkena) – białoruski działacz narodowy, publicysta i wydawca, lekarz, działacz konspiracji antyniemieckiej podczas II wojny światowej.

## Życiorys
Ukończył studia medyczne na uniwersytecie w Moskwie. Podczas nauki działał w organizacji monarchistycznej Związek Michała Archanioła. Podjął pracę jako lekarz w Słucku. W 1918 r. wszedł w skład Słuckiego Komitetu Prowincjonalnego zorganizowanego przez białoruskich eserów. W listopadzie 1920 r. stanął na czele oddziału medyczno-sanitarnego Słuckiego Białoruskiego Komitetu Narodowego. Podczas powstania słuckiego kierował szpitalem powstańczym. Po klęsce powstańców wraz z resztkami oddziałów przeszedł na terytorium Polski. Mieszkał w Nieświeżu, Sienawie, a następnie Wilnie. W 1921 r. uczestniczył w praskiej konferencji. W 1922 r. założył nielegalny Związek Walki za Ojczyznę. W związku z tym został wkrótce aresztowany. Po wyjściu na wolność na pewien czas zaprzestał działalności politycznej, skupiając się na praktyce lekarskiej. W 1924 r. współorganizował Tymczasową Radę Białoruską, która reprezentowała lewicę białoruską. Stanął na jej czele. Działał też w wielu innych narodowo-społecznych organizacjach białoruskich. Od 1924 r. redagował pismo „Hramadzki Hołas”, przemianowane w 1926 r. na „Biełaruskaje słowa”. Prowadził w prasie akcję dyskredytującą przewodniczącego Białoruskiego Komitetu Narodowego w Wilnie, przedstawiając go jako bolszewickiego agenta. Po zamachu majowym w 1926 r., poparł władzę Józefa Piłsudskiego. W 1927 r. współorganizował wraz Borysem F. Kowerdą zamach w Warszawie na posła sowieckiego Piotra Ł. Wojkowa. Faktycznie współpracował z Sowietami. W 1928 r. został za to aresztowany, po czym po procesie skazany na karę 12 lat więzienia. W 1939 r. osadzono go w obozie odosobnienia w Berezie Kartuskiej. Pełnił tam funkcję lekarza. Po zajęciu Polski przez wojska niemieckie jesienią 1939 r., zaangażował się w okupowanej Warszawie w konspirację antyhitlerowską. Występował pod fałszywym nazwiskiem Jan Nowicki. Został aresztowany przez Gestapo, a następnie osadzony w obozie koncentracyjnym Auschwitz-Birkena, gdzie zmarł.